# Villeneuve-de-Marsan
Villeneuve-de-Marsan (okzitanisch: Vilanava de Marsan) ist eine französische Gemeinde mit 2.487 Einwohnern (Stand: 1. Januar 2022) im Département Landes in der Region Nouvelle-Aquitaine. Villeneuve-de-Marsan gehört zum Arrondissement Mont-de-Marsan und zum Kanton Adour Armagnac. Die Einwohner werden Villeneuvois(es) genannt.

## Geographie
Villeneuve-de-Marsan liegt etwa 15 Kilometer östlich von Mont-de-Marsan am Fluss Midou. Umgeben wird Villeneuve-de-Marsan von den Nachbargemeinden Lacquy im Norden und Nordosten, Le Frêche im Osten und Nordosten, Arthez-d’Armagnac im Osten, Perquie im Südosten, Pujo-le-Plan im Süden und Südwesten, Saint-Cricq-Villeneuve im Westen und Sainte-Foy im Nordwesten.
Durch die Gemeinde führt die frühere Route nationale 134.

## Geschichte
Erstmals erwähnt wurde der Ort im Jahr 1272.

### Bevölkerungsentwicklung
| Jahr      | 1962 | 1968 | 1975 | 1982 | 1990 | 1999 | 2006 | 2017 |
| Einwohner | 1848 | 1915 | 2122 | 2035 | 2107 | 2112 | 2306 | 2413 |

## Sehenswürdigkeiten

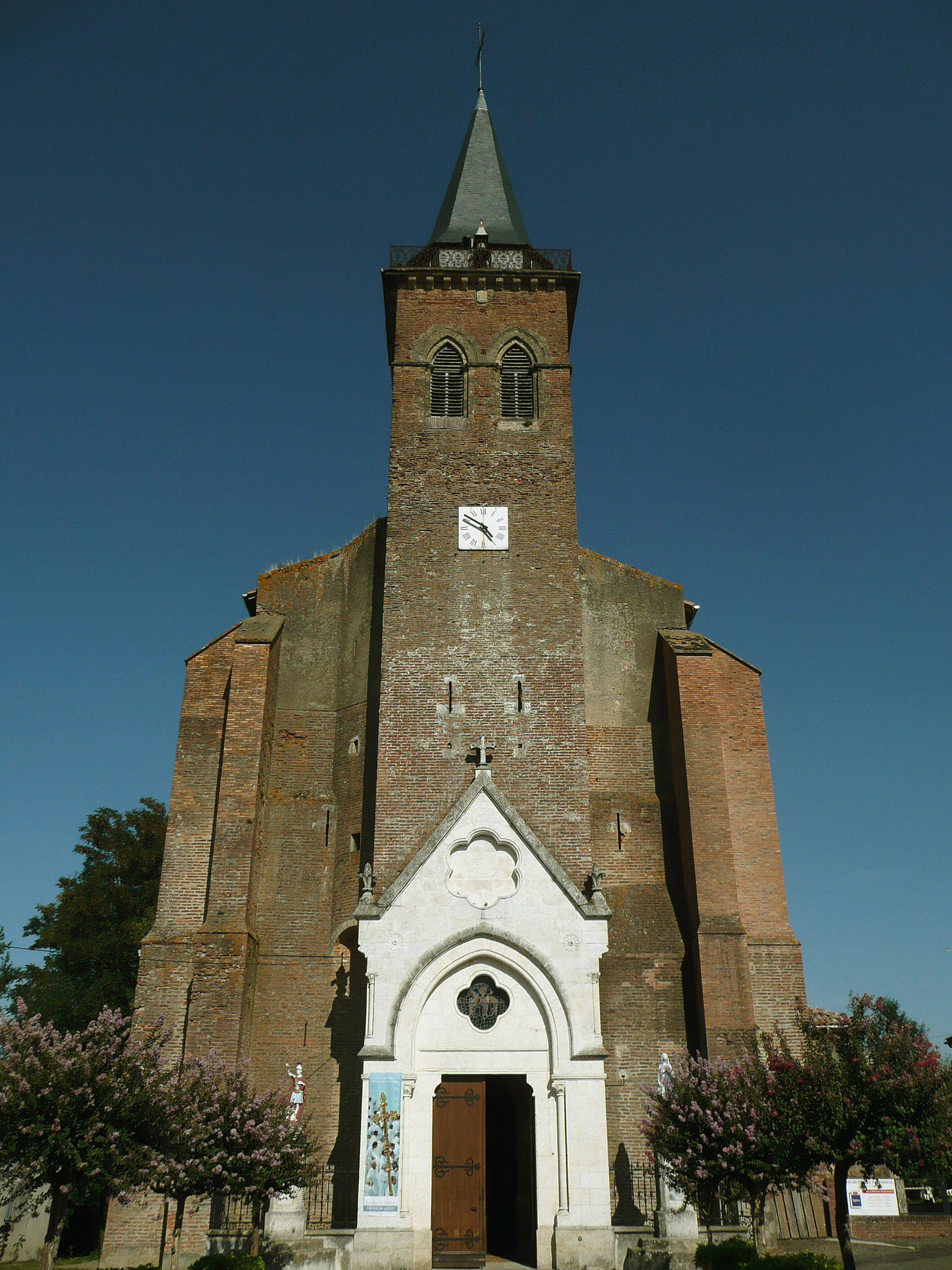
Kirche Saint-Hippolyte

- Kirche Saint-Hippolyte mit Elementen aus dem 14. und 15. Jahrhundert, Umbauten aus dem 19. Jahrhundert
- Arena

## Persönlichkeiten
- Hélène Darroze (* 1967), Küchenmeisterin, 15/20 bei Gault Millau